# Канакина, Юлия Артёмовна
Юлия Артёмовна Канакина (род. 11 декабря 1995, Красноярск) — российская скелетонистка, участница зимних Олимпийских Игр 2022 года, чемпионка мира среди юниоров 2017 года.

## Биография
Скелетоном сталь заниматься с 2011 года. В детстве посещала секцию художественной гимнастикой, а также занятия по балету. В 14 лет получила приглашение от тренера Романа Никонова, который предложил ей перейти в скелетон. Девочку отличала высокая стартовая скорость на разбеге. 
Дебютировала на международных соревнованиях в 2011 году, приняв участие в квалификации к Юношеским Олимпийским играм. Стала десятой из одиннадцати участников. Лучшим результатом в этом сезоне стало 15-е место на этапе Кубка Европы в Инсбруке.
В сезоне 2014 года Канакина на этапах Кубка Европы четырежды становилась 4-й, один раз была десятке на этапе Интерконтинентального кубка. На юниорском чемпионате мира стала лишь 16-й.
В следующем сезоне, 2015 года, стала третьей на этапе Интерконтинентального кубка в канадском Уистлере. На юниорском чемпионате мира заняла шестое место, а на первом в карьере взрослом чемпионате мира стала 22-й.
Предолимпийскую зиму в 2017 году начала с третьего места на этапе Североамериканского кубка в Уистлере, затем стала седьмой на этапе Кубка мира в Альтерберге и, наконец, одержала победу на юниорском Чемпионат мира, который состоялся в Сигулде. На взрослом Чемпионате мира заняла 26-е место. В 2018 году на юниорском чемпионате мира завоевала серебряную медаль. 
4 января 2019 года стала третьей на этапе Кубка мира в немецком Альтенберге. 
В 2022 году стала участницей зимних Олимпийских игр в Пекине. По итогам четырёх спусков заняла 11-е место, уступив олимпийской чемпионки Ханне Найзе 2,47 секунды. 